# Clara Pontoppidan
Clara Pontoppidan (23 d'abril de 1883 – 22 de gener de 1975) va ser una actriu danesa, activa principalment en l'època del cinema mut.

## Biografia
Nascuda en Copenhaguen, Dinamarca, els seus pares eren el comerciant H. Rasmussen i Caroline Brammer. Es va formar a l'escola del Teatre Real de Copenhaguen així com a l'escola de ballet del mateix centro en 1892, debutant allí com a actriu en 1901. Posteriorment va actuar en el Dagmarteatret, el Det Ny Teater i l'Alexandra-teatret. A partir de 1925 va tornar a estar vinculada al Teatre Real de Copenhaguen. Entre els seus papers més destacats figuren el de Anna Sophie Hedvig (en l'obra de Kjeld Abell), Hertha en Skærmydsler (de Gustav Wied), i Fru Levin en Indenfor Murene (de Henri Nathansen).
Va treballar per al cinema des de 1910, encara que en 1902 va ballar en la pionera pel·lícula de Peter Elfelt Pas de deux. En 1911 va ser contractada per Nordisk Film, sent la seva primera pel·lícula Den hvide Slavehandels sidste Offer, en la qual va encarnar a una jove que queia en les arpes d'uns dolents, paper que va repetir amb poca variació a Mormonens Offer. Pontoppidan va ser, fins al començament de la Primera Guerra Mundial, una de les grans estrelles del cinema mut del seu país, i entre 1913 i 1915 va protagonitzar també diverses pel·lícules sueques. Encara que el seu millor moment com a actriu va coincidir amb l'època del cinema mut, també va actuar en diverses pel·lícules sonores, encara que amb papers de repartiment. En 1958 va rebre el Premi Bodil a la millor actriu per la seva actuació q En kvinde er overflødig. La seva última pel·lícula va ser Takt og tone i himmelsengen (1972). Comptant el seu ball cinematogràfic en 1902, la seva carrera al cinema va aconseguir els 70 anys de durada.
Clara Pontoppidan es va casar dues vegades, la primera en 1906 amb l'actor Carlo Wieth (1885-1943), amb el qual va rodar algunes pel·lícules, entre elles Ekspeditricen. El seu segon marit va ser un metge, Povl Vilhelm Pontoppidan (1889-1953). Ella va morir en 22 de gener de 1975 en Copenhaguen, sent enterrada en el Cementiri Ordrup Kirkegård.

## Premis
- 1931: Ingenio et arti
- 1948: Medalla del Mèrit de Dinamarca
- 1959: Comandant de l'Orde de Dannebrog
- 1937: Premi Tagea Brandts Rejselegat
- 1972: Ole Haslunds æresbolig

## Filmografia
- 1902: Pas de deux, de Peter Elfelt
- 1910: Elskovsleg
- 1910: Et Menneskeliv
- 1910: Dorian Grays Portræt, d'Axel Strøm
- 1910: Kærlighed og Selvmord
- 1910: Djævlesonaten
- 1911: Den hvide Slavehandels sidste Offer, d'August Blom
- 1911: Ved Fængslets Port, d'August Blom
- 1911: Ekspeditricen, d'August Blom
- 1911: Anna fra Æbeltoft, d'Eduard Schnedler-Sørensen
- 1911: Kærlighed og Venskab, d'Eduard Schnedler-Sørensen
- 1911: Nøddebo Præstegaard, de Frederik Schack-Jensen
- 1911: Vildledt Elskov, d'August Blom
- 1911: Gennem de mange til en
- 1911: Kærlighedens Styrke, d'August Blom
- 1911: Den farlige Alder, d'August Blom
- 1911: Røveriet paa Væddeløbsbanen, de William Augustinus
- 1911: Mormonens Offer, d'August Blom
- 1912: Onkel og Nevø, d'August Blom
- 1912: Shanghai'et, d'Eduard Schnedler-Sørensen
- 1912: Vampyrdanserinden, d'August Blom
- 1912: Kommandørens Døtre, d'Leo Tscherning
- 1912: En Opfinders Skæbne, d'August Blom
- 1912: Et Hjerte af Guld, d'August Blom
- 1912: Scenen og Livet, de Robert Dinesen
- 1912: Kærlighed er en løjerlig.....
- 1912: Vor Tids Dame, d'Eduard Schnedler-Sørensen
- 1912: Pro forma
- 1913: Miraklet, de Victor Sjöström
- 1913: På livets ödesvägar, de Mauritz Stiller
- 1913: Elskovs Magt, d'August Blom
- 1913: Vennerne fra Officersskolen, d'Eduard Schnedler-Sørensen
- 1913: Stemmeretskvinder, de Lauritz Olsen
- 1913: En farlig Forbryderske, d'Eduard Schnedler-Sørensen
- 1913: Skæbnens Veje, de Holger-Madsen
- 1913: Det mørke Punkt
- 1913: Pressens Magt, d'August Blom
- 1913: Skandalen paa Sørupgaard, de Hjalmar Davidsen
- 1913: Staalkongens Villie, de Holger-Madsen
- 1914: Bra flicka reder sig själv, de Victor Sjöström
- 1914: Bröderna, de Mauritz Stiller
- 1914: Kammarjunkaren, de John Ekman
- 1914: Prästen, de Victor Sjöström
- 1915: En förvillelse, d'Arvid Englind
- 1915: Flyverspionen, d'Alexander Larsen
- 1915: Den dræbende Gift
- 1916: Kærlighedslængsel, d'August Blom
- 1916: En Kærlighedsprøve, de Hjalmar Davidsen
- 1916: Malkepigekomtessen, de Robert Dinesen
- 1916: Ene i Verden, d'A.W. Sandberg
- 1916: Manden uden Fremtid, de Holger-Madsen
- 1916: Hjertestorme, d'August Blom
- 1917: Troen, der frelser, d'Alexander Christian
- 1917: Gengældelsens Ret, de Fritz Magnussen
- 1917: Lægen, de Fritz Magnussen
- 1917: Tropernes Datter, de Hjalmar Davidsen
- 1917: Midnatssjælen, de Martinius Nielsen
- 1919: Blade af Satans bog, de Carl Theodor Dreyer
- 1919: Kærlighedens Almagt, d'A.W. Sandberg
- 1920: Kærlighedsvalsen, d'A.W. Sandberg
- 1920: Stodderprinsessen, d'A.W. Sandberg
- 1921: Prometheus I-II, d'August Blom
- 1922: Heksen, de Benjamin Christensen
- 1922: Der var engang, de Carl Theodor Dreyer
- 1924: Hadda Padda, de Gunnar Robert Hansen i Guðmundur Kamban
- 1932: Kirke og orgel, de George Schnéevoigt
- 1938: Kongen bød, de Svend Methling
- 1942: Regnen holdt op, de Svend Methling
- 1948: Mens porten var lukket, d'Asbjørn Andersen
- 1955: Bruden fra Dragstrup, d'Annelise Reenberg
- 1957: En kvinde er overflødig, de Gabriel Axel
- 1957: Jeg elsker dig, de Torben Anton Svendsen
- 1959: De sjove år, de Palle Kjærulff-Schmidt i Robert Saaskin
- 1960: Frihedens pris, d'Annelise Hovmand
- 1963: Støvsugerbanden, de Bent Christensen
- 1964: Greven på Liljenborg, d'Annelise Reenberg
- 1966: Slap af, Frede, d'Erik Balling
- 1969: Ta' lidt solskin, d'Annelise Reenberg
- 1972: Takt og tone i himmelsengen, de Sven Methling
- 1995: Carl Th. Dreyer - Min metier (documental), de Torben Skjødt Jensen